# Färberhof
Der Färberhof ist ein historisches Gebäudeensemble in der auch als Flächendenkmal geschützten Innenstadt der Hansestadt Stendal mit der Anschrift Hohe Bude 5.
Die Bauwerke, die sich um einen Innenhof anordnen, wurden im Jahr 1716 aus Fachwerk errichtet. Straßenseitig erhielt das zweigeschossige Hauptgebäude eine neunachsige Steinfassade mit einem durch Pilaster hervorgehobenen Eingang, über dem sich zudem ein Zwerchhaus befindet. Die horizontale Gliederung erfolgt durch Gesimse und die Fensterreihen. Die nördlichen beiden Fensterachsen der Straßenfassade gehören zum nordwestlichen Hofbau und besitzen einen eigenen Eingang. An diesen Bau schließen sich weitere Gebäude der Hof-Nordseite an. Auch die anderen Seiten des rechteckigen Hofes sind teilweise bebaut, so dass das historische Ensemble insgesamt aus sieben Fachwerkhäusern besteht. An der Hofseite sind die Gebäude in unterschiedlichen Farben gestaltet und heben sich auch durch je eigene Elemente – wie langgezogene Balkone, unterschiedliche Dachtypen, Dachfenster, Zwerchhäuser, wechselnde Gebäude- und Geschosshöhen – voneinander ab.
Heute beherbergt das Haus eine Kita, die 2005 nach der Sanierung des Gebäudes eröffnet wurde und Kindertagesstätte, Familienzentrum sowie Mehrgenerationenhaus sein will. Die Färberei steht unter Denkmalschutz und ist als Baudenkmal mit der Erfassungsnummer 094 18008 im Denkmalverzeichnis von Sachsen-Anhalt eingetragen.